# Воля-Кучковська
Воля-Кучковська (пол. Wola Kuczkowska) — село в Польщі, у гміні Сецемін Влощовського повіту Свентокшиського воєводства.
Населення — 224 особи (2011).
У 1975-1998 роках село належало до Ченстоховського воєводства.

## Демографія
Демографічна структура на день 31 березня 2011 року:
|          | Загалом | Допрацездатний вік | Працездатний вік | Постпрацездатний вік |
| -------- | ------- | ------------------ | ---------------- | -------------------- |
| Чоловіки | 125     | 24                 | 77               | 24                   |
| Жінки    | 99      | 14                 | 47               | 38                   |
| Разом    | 224     | 38                 | 124              | 62                   |